# NGC 7104
NGC 7104 (również PGC 67137) – galaktyka eliptyczna (E), znajdująca się w gwiazdozbiorze Koziorożca. Odkrył ją w 1886 roku Frank Muller. Jest to galaktyka z aktywnym jądrem.